# 39-30 v.Chr.
De jaren 39-30 v.Chr. (van de christelijke jaartelling) zijn een decennium in de 1e eeuw v.Chr..

## Belangrijke gebeurtenissen

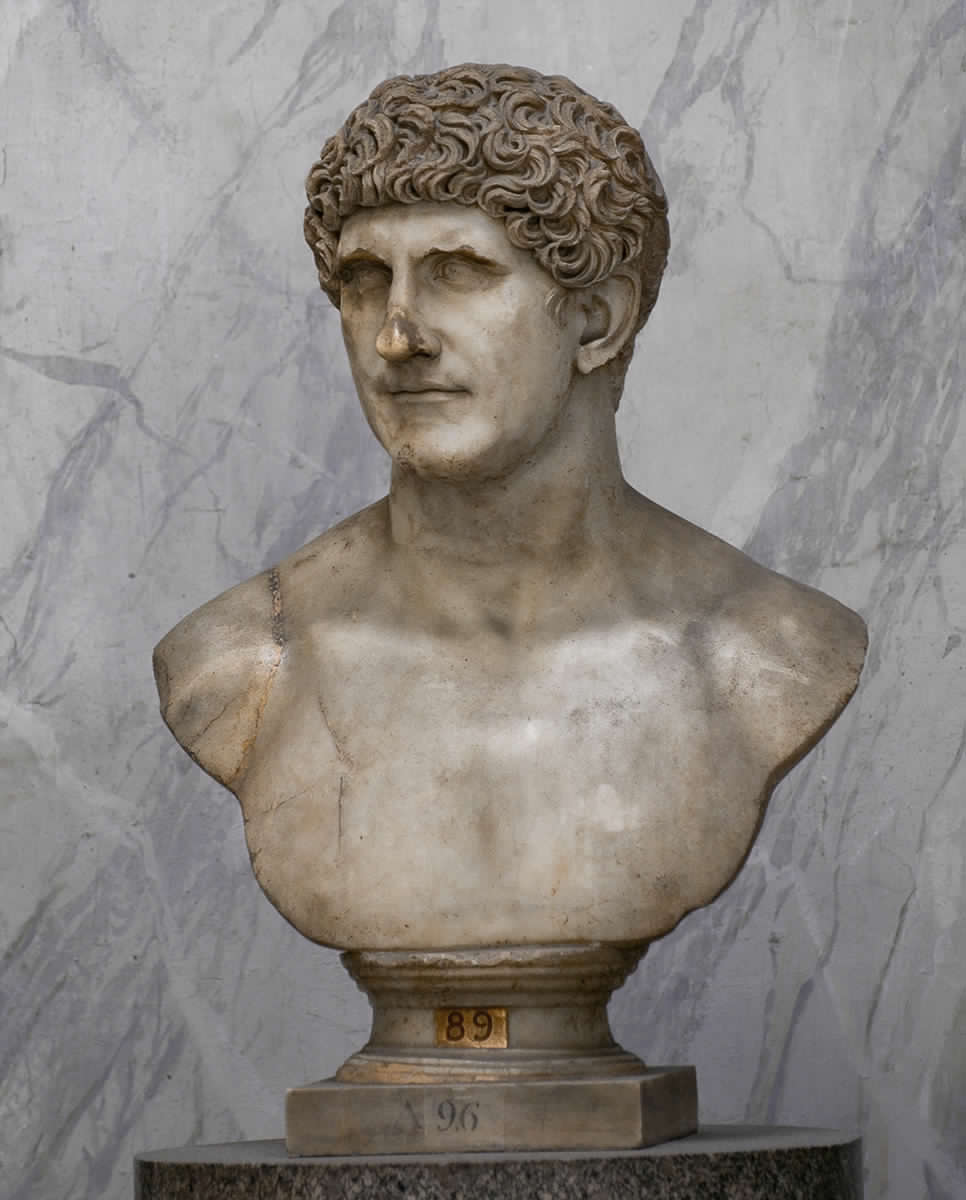
Marcus Antonius

### Romeinse Rijk
- 37 v.Chr. : Tweede triumviraat. Een tweede termijn van vijf jaar gaat voor het triumviraat in.
- 36 v.Chr. : Slag bij Naulochus. Sextus Pompeius Magnus Pius, de jongste zoon van Pompeius Magnus, wordt verslagen. Na de zeeslag ontstaat er een discussie tussen triumvir Octavianus en triumvir Lepidus over het behoud van Sicilië. Lepidus wordt uit zijn functie ontheven.
- 35 v.Chr. : Sextus Pompeius Magnus Pius wordt in opdracht van Marcus Antonius zonder proces geëxecuteerd.
- 34 v.Chr. : Donatie van Alexandrië. In een testament schenkt Marcus Antonius het oostelijk deel van het Romeinse Rijk aan de kinderen van Cleopatra VII.
- 33 v.Chr. : Einde van het Tweede triumviraat. Octavianus maakt het testament van Marcus Antonius openbaar.
- 32-30 v.Chr. : Burgeroorlog tussen Octavianus en Marcus Antonius.
- 31 v.Chr. : Slag bij Actium. De vloot van Marcus Antonius en Cleopatra wordt bijna geheel verslagen.
- 30 v.Chr. : Marcus Antonius en Cleopatra plegen zelfmoord.

### Midden Oosten
- 39 v.Chr. : Slag bij de Cilicische poort. De Romeinse generaal Publius Ventidius Bassus verslaat de overgelopen Romeinse generaal Quintus Labienus.
- 38 v.Chr. : Slag bij de Gindarusberg. Pacorus I sneuvelt. Zijn vader de Parthische koning Orodes II sterft kort nadien.
- 37 v.Chr. : Herodes de Grote met steun van de Romeinen, verdrijft Antigonus van de Judese troon.
- 36 v.Chr. : Romeins-Parthische Oorlog. Marcus Antonius zelf valt de Parthen aan. Phraates IV past de tactiek van de verschroeide aarde toe. Marcus Antonius verliest een kwart van zijn manschappen aan ontbering.
- 34 v.Chr. : Koninkrijk Armenië. Marcus Antonius voelt zich verraden door de Armeense koning Artavasdes II en neemt hem gevangen. Zijn zoon Artaxias II vlucht naar het Parthische hof.
- 32 v.Chr. : Tijdens de Romeinse burgeroorlog verovert Phraates IV, Armenië en zet Artaxias op de troon.

<< · 39 · 38 · 37 · 36 · 35 · 34 · 33 · 32 · 31 · 30 · >>
<< · 99-90 · 89-80 · 79-70 · 69-60 · 59-50 · 49-40 · 39-30 · 29-20 · 19-10 · 9-1 · >>